# Giulio Aleni
Giulio Aleni (Brescia 1582 - Yanping 1649) jesuïta italià, matemàtic i geògraf, missioner que va desenvolupar una important tasca apostòlica i científica a la Xina durant els darrers anys de la dinastia Ming.

## Biografia
Va néixer el 1582 a Brescia - República de Venècia (actualment Itàlia) en una família procedent de Leno. Va ingressar al noviciat de la Companyia de Jesús el 10 de novembre de 1600. Posteriorment va anar a Parma a estudiar filosofia (1602), a Bolonya (1605) on va tenir com a professors a dos importants matemàtics, Giovanni Antonio Magini i Giuseppe Biancani, després al Collegio Romano de Roma va completar els estudis teològics (1607) a on també va ser alumne del matemàtic i astrònom alemany Chistopher Clavius.
Va morir el 10 de juny de 1649 a Yanping, província de Fujian a la Xina El seu taüt va ser traslladat a Fuzhou on va ser enterrat en un turó que més tard es va convertir en el cementiri dels catòlics d'aquella ciutat.
En la seva estada a la Xina va adoptar els costums i vestimenta xinesos i va utilitzar el nom de Ai Ru-lue (艾儒略). En el seu moment va ser anomenat com el "Confuci d'Occident".

### Activitat apostòlica
Va arribar a la Xina el 1611 poc després de la mort de Matteo Ricci, durant el regnat de l'emperador Wanli de la dinastia Ming. Inicialment va estar a Macau on va fer de professor de matemàtiquesi i on va fer observacions sobre l'eclipsi de lluna, fins que el 1613 va poder entrar a Pequín i Xangai.
A partir de l'any 1625 la seva activitat apostòlica es va centrar en la província de Fujian, on va mantenir bones relacions amb els lletrats i els funcionaris amb qui discutia de matemàtiques, astronomia, física. geografia, psicologia i filosofia.A Fujian va fundar 20 centres catòlics i va fer entre 800 i 900 baptismes anuals.
Alguns autors consideren que Aleni va ser sens dubte el jesuïta que millor va realitzar amb èxit una síntesi d'un apostolat entre l'acció directe i el diàleg amb els lletrats xinesos.
Motivat pel conflicte de la controvèrsia dels ritus el 1638 va haver de exiliar-se i no va poder tornar a la Xina fins al 1639.
Durant el període 1633-1636 l'Església a la Xina havia crescut considerablement amb uns 38000 conversos, dels quals hi havia 120 membres de la família imperial. El 1640 l'extensió de la missió jesuïta i el deteriorament de la situació política va provocar que Roma dividís en dues la província eclesial; la part del sud va ser dirigida pel portuguès Francisco Furtado i la del nord per Giulio Aleni.
Després de la caiguda de la dinastia Ming i l'inici de la dinastia Qing, Aleni es va quedar a viure al sud i va adoptar una postura propera als pretendents al tro de l'antiga dinastia, posició contraria a la resta dels jesuïtes de Pequín.

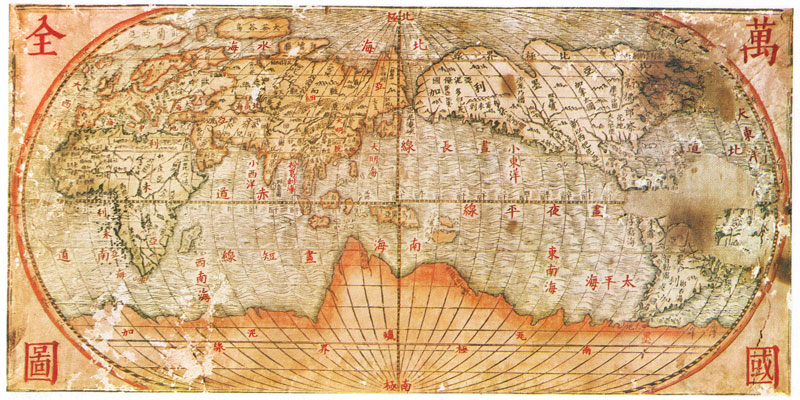
Mapa Wanguo Quantu d'Aleni 1623

### Activitat científica i cultural
Aleni tenia coneixements molt amplis de la llengua xinesa, fet que li va permetre escriure més de 25 obres en xinès tant de contingut espiritual i filosòfic, com de temes científics europeus, i va ser el primer europeu en escriure un tractat sobre geografia universal en xinès. D'alguna forma va contribuir a la traducció i difusió de les obres de Tycho Brahe i de Christen Sørensen Longomontanus, amb presència en els tractats de geometria i astronomia, que Aleni va exposar de forma verbal: "koushu 口述" i que posteriorment van ser escrits per un lletrat xinès "bishou 筆受".
També va escriure una "Vida i Passió de Nostra Senyor Jesucrist- Tianzhu Jiangsheng Chuxiang Jingjie-" amb il·lustracions i gravats fets per gravadors xinesos a partir de l'obra del jesuïta Jeroni Nadal "Evangelicae historiae imagines" del 1593. Aquests gravats representen la primera síntesi coneguda entre l'art europeu del Renaixement i els conceptes estètics xinesos.
Com a geògraf va ser un dels jesuïtes que va produir mapes del món nous. El 1623 va seguir el de Matteo Ricci, mantenint fins i tot la imatge distorsionada del món mediterrani (Wanguo Quantu).

## Obres destacades
Aleni va escriure una gran quantitat d'obres de diferents matèries, tant de temàtica científica com religiosa i filosòfica.
- 1623: Zhifang waiji 職 方 外 纪 (Geografia dels països estrangers)
- 1623: Xixuefan 西 學 凡 (Ciència Occidental)
- 1627: Sanshan lunxue ji 三 山 論 學 记 (Doctrina de les Tres Muntanyes)
- 1628: Wanwu zhenyuan 万物 真 原 (El veritable origen de les coses)
- 1629: Misa Jiyilüe (el sacrifici de la Missa)
- 1630: Daxi Xitai Li Xainsheng Xingji (Biografia de Matteo Ricci)
- 1631: Jihe Yaofa (Principis de Geometria)
- 1635: Tianzhu jiangsheng chuxiang jingjie (Vida del Nostra Senyor Jesucrist Salvador dels homes)
- 1637: Xifang dawen 西 方 答 問 (Preguntes i respostes sobre Occident)
- 1641: Shengti Yaoli (tractat d'Eucaristia)